# Starrcade

Starrcade est le show principal de la National Wrestling Alliance et World Championship Wrestling pendant la période 1983-2000. Surnommé « The Granddaddy of Them All », Starrcade était le premier show annuel de catch à être diffusé sur la télévision câblée avant même le légendaire WrestleMania. L'édition de 1987 était la première à être sur pay-per-view et était aussi le premier PPV de la NWA.

## National Wrestling Alliance

### 1983
Starrcade 1983: A Flair for the Gold s'est déroulé le 24 novembre 1983 au Greensboro Coliseum de Greensboro, Caroline du Nord
- The Assassins (w/Paul Jones) def. Rufus R. Jones et Bugsy McGraw
- Kevin Sullivan et Mark Lewin def. Scott McGhee et Johnny Weaver
- Abdullah the Butcher def. Carlos Colon
- Dick Slater et Bob Orton, Jr. def. Mark Youngblood and Wahoo McDaniel
- Charlie Brown def. The Great Kabuki (w/Gary Hart)
- Roddy Piper def. Greg Valentine dans un Dog collar match.
- Ricky Steamboat et Jay Youngblood def. Jack Brisco et Jerry Brisco pour remporter le NWA World Tag Team Championship
- Ric Flair def. Harley Race (avec Gene Kiniski en tant qu'arbitre spécial) dans un Steel cage match pour remporter le NWA World Heavyweight Championship

### 1984
Starrcade 1984: The Million Dollar Challenge s'est déroulé le 22 novembre 1984 au Greensboro Coliseum de Greensboro, Caroline du Nord.
- Denny Brown def. Mike Davis pour remporter le NWA World Junior Heavyweight Championship
- Brian Adias def.. Mr. Ito
- Jesse Barr def. Mike Graham pour conserver le NWA Florida Heavyweight Championship
- The Assassin et Buzz Tyler def. The Zambuie Express (Elijah Akeem et Kareem Muhammed) (w/Paul Jones)
- Manny Fernandez def. Black Bart (w/James J. Dillon)
- Paul Jones def. Jimmy Valiant dans un Tuxedo Street Fight Loser-Leaves-Town Match
- Ron Bass (w/James J. Dillon) def. Dick Slater par disqualification pour conserver le NWA Mid-Atlantic Heavyweight Championship
- Ivan Koloff et Nikita Koloff def. Ole Anderson et Keith Larson (w/Don Kernodle)
- Tully Blanchard def. Ricky Steamboat pour conserver le NWA World Television Championship et remporter 10 000 $
- Wahoo McDaniel def. Billy Graham (w/Paul Jones) pour conserver le NWA United States Championship
- Ric Flair def. Dusty Rhodes pour conserver le NWA World Heavyweight Championship et remporter 1 million de $ quand l'arbitre Joe Frazier arrêtait le match à la suite d'une coupure sur la tête de Rhodes

### 1985
Starrcade 1985: The Gathering s'est déroulé le 28 novembre 1985 au Greensboro Coliseum de Greensboro, Caroline du Nord et à The Omni à Atlanta.
- Pez Whatley def. Mike Graham
- Don Kernodle def. Tommy Lane
- Thunderfoot (w/James J. Dillon) def. The Italian Stallion
- Denny Brown def. Rocky King pour conserver le NWA World Junior Heavyweight Championship
- Krusher Khrushchev def. Sam Houston pour remporter le vacant NWA Mid-Atlantic Heavyweight Championship
- Ron Bass def. Black Bart (w/James J. Dillon) dans un Bullrope Match pour avoir droit à un match face à Dillon
- James J. Dillon (w/Black Bart) def. Ron Bass dans un Bullrope Match
- Buddy Landel (w/James J. Dillon) def. Terry Taylor pour remporter le NWA National Heavyweight Championship
- Magnum T.A. def. Tully Blanchard (w/Baby Doll) dans un "I Quit" Steel cage match pour remporter le NWA United States Championship
- The Rock 'n' Roll Express (w/Don Kernodle) def. Ivan et Nikita Koloff (w/Krusher Khruschev) dans un Steel cage match pour remporter le NWA World Tag Team Championship
- Ragin' Bull def. Abdullah the Butcher (w/Paul Jones) dans un Mexican Death Match
- Billy Graham def. The Barbarian (w/Paul Jones) par DQ
- Ole Anderson et Arn Anderson def. Wahoo McDaniel et Billy Jack Haynes pour conserver le NWA National Tag Team Championship
- Jimmy Valiant et Ron Garvin (w/Big Mama) def. The Midnight Express (w/Jim Cornette) dans un Street Fight
- Dusty Rhodes def. NWA World Heavyweight Champion Ric Flair par DQ quand Tommy Young déclarait qu'il avait disqualifié Flair pour intervention extérieure. Flair conservait le titre.

### 1986
Starrcade 1986: Night of the Skywalkers s'est déroulé le 27 novembre 1986 au Greensboro Coliseum de Greensboro, Caroline du Nord et à The Omni à Atlanta.
- Tim Horner et Nelson Royal def. Don et Rocky Kernodle
- Hector Guerrero et Baron Von Raschke def. Shaska Whatley et The Barbarian
- Wahoo McDaniel def. Rick Rude (w/Paul Jones) dans un Indian Strap Match
- Jimmy Valiant (w/Big Mama) def. Paul Jones dans un Hair vs. Hair Match avec Manny Fernandez enfermé dans une cage
- Tully Blanchard (w/James J. Dillon) def. Dusty Rhodes dans un First Blood match pour remporter le NWA World Television Championship
- The Rock 'n' Roll Express def. Ole Anderson et Arn Anderson dans un Steel cage match pour conserver le NWA World Tag Team Championship
- Brad Armstrong a combattu Jimmy Garvin (w/Precious) pour un match nul
- Krusher Khruschev et Ivan Koloff def. Bobby Jaggers et Dutch Mantel pour conserver le NWA United States Tag Team Championship
- Sam Houston def. Bill Dundee par DQ pour conserver le NWA Central States Heavyweight Championship
- Big Bubba Rogers (w/Jim Cornette) def. Ron Garvin dans un Street Fight
- The Road Warriors (w/Paul Ellering) def. The Midnight Express (w/Jim Cornette et Big Bubba Rogers) dans un Scaffold Match
- NWA World Heavyweight Champion Ric Flair et NWA United States Champion Nikita Koloff se sont affrontés pour une double DQ.

### 1987
Starrcade 1987: Chi-Town Heat s'est déroulé le 26 novembre 1987 au UIC Pavilion de Chicago, Illinois.
- Sting, Michael Hayes et Jimmy Garvin (w/Precious) ont combattu Eddie Gilbert, Rick Steiner et Larry Zbyszko (w/Baby Doll) pour un match nul à la suite de la limite de temps (15:00)
- Steve Williams def.Barry Windham pour conserver le UWF Heavyweight Championship (7:02)
  - Williams a effectué le tombé sur Windham.
- The Rock 'n' Roll Express (Ricky Morton et Robert Gibson) def. The Midnight Express (Bobby Eaton et Stan Lane) (w/Jim Cornette) dans un Type de match au catchScaffold match (9:35)
- NWA World Television Champion Nikita Koloff def. Terry Taylor (w/Eddie Gilbert) pour remporter le UWF Television Championship (18:55)
  - Koloff a effectué le tombé sur Taylor pour unifier les titres.
- Arn Anderson et Tully Blanchard (w/James J. Dillon) def. The Road Warriors (Hawk et Animal) (w/Paul Ellering) par disqualification pour conserver le NWA World Tag Team Championship (14:13)
- Dusty Rhodes (w/Johnny Weaver) def. Lex Luger (w/James J. Dillon) dans un Title vs. Career Steel cage match pour remporter le NWA United States Championship (16:23)
  - Rhodes a effectué le tombé sur Luger.
- Ric Flair (w/James J. Dillon) def. Ron Garvin dans un Steel cage match pour remporter le NWA World Heavyweight Championship (17:25)
  - Flair a effectué le tombé sur Garvin.

### 1988
Starrcade 1988: True Gritt s'est déroulé le 26 décembre 1988 au Norfolk Scope de Norfolk, Virginie.
- Kevin Sullivan et Steve Williams def. The Fantastics (Bobby Fulton et Tommy Rogers) pour remporter le NWA United States Tag Team Championship (15:50)
  - Williams a effectué le tombé sur Fulton.
- The Midnight Express (Bobby Eaton et Stan Lane) (w/Jim Cornette) def. The Original Midnight Express (Dennis Condrey et Randy Rose) (w/Paul E. Dangerously) (17:46)
  - Lane a effectué le tombé sur Rose.
- The Russian Assassins (#1 et #2) (w/Paul Jones) def. The Junkyard Dog et Ivan Koloff (6:47)
  - Assassin #1 a effectué le tombé sur Koloff.
- Rick Steiner def. Mike Rotunda pour remporter le NWA World Television Championship (17:59)
  - Steiner a effectué le tombé sur Rotunda.
  - Kevin Sullivan était enfermé dans une Shark cage aux alentours du ring.
- Barry Windham (w/James J. Dillon) def. Bam Bam Bigelow (w/Oliver Humperdink) par décompte à l'extérieur pour conserver le NWA United States Championship (16:17)
- Dusty Rhodes et Sting def. NWA World Tag Team Champions The Road Warriors (Hawk et Animal) (w/Paul Ellering) par disqualification (11:20)
  - The Road Warriors conservaient le titre.
- Ric Flair (w/James J. Dillon) def. Lex Luger pour conserver le NWA World Heavyweight Championship (30:59)
  - Flair a effectué le tombé sur Luger.
- The Junkyard Dog a remporté une bataille royale
  - Participants: Abdullah the Butcher, Ray Candy, Eddie Gilbert, Dick Murdoch, Dustin Rhodes, Steve Williams, et d'autres

### 1989
Starrcade 1989: Future Shock/Night of the Iron Men s'est déroulé le 13 décembre 1989 à The Omni à Atlanta.
- The Steiner Brothers (Rick et Scott) def. Doom (Ron Simmons et Butch Reed) (w/Woman et Nitron) par décompte à l'extérieur (12:24)
- Lex Luger def. Sting (11:31)
  - Luger a effectué le tombé sur Sting.
- The Road Warriors (Hawk et Animal) (w/Paul Ellering) def. Doom (w/Woman et Nitron) (8:31)
  - Animal a effectué le tombé sur Reed.
- Ric Flair def. The Great Muta (w/Gary Hart) (1:55)
  - Flair a effectué le tombé sur Muta.
- The Steiner Brothers def. The Road Warriors (w/Paul Ellering) (7:27)
  - Scott a effectué le tombé sur Animal.
- Sting def. The Great Muta (w/Gary Hart) (8:41)
  - Sting a effectué le tombé sur Muta.
- The Samoan Swat Team (Samoan Savage et Fatu) (w/Oliver Humperdink) def. Doom (w/Woman et Nitron) (8:22)
  - Fatu a effectué le tombé sur Reed.
- Lex Luger a combattu Ric Flair pour un match nul (17:15)
- The Samoan Swat Team (w/Oliver Humperdink) def. The Steiner Brothers par disqualification (14:05)
- Lex Luger def. The Great Muta (w/Gary Hart) par disqualification
- The Road Warriors (w/Paul Ellering) def. The Samoan Swat Team (w/Oliver Humperdink) (5:18)
  - Hawk a effectué le tombé sur Fatu pour remporter le Iron Team tournament.
- Sting def. Ric Flair (w/Ole Anderson et Arn Anderson) (14:30)
  - Sting a effectué le tombé sur Flair pour remporter le Iron Man tournament.
  - C'était un tournoi en simple et par équipe. Chaque catcheur recevait 20 points pour une victoire via tombé ou soumission, 15 pour un décompte à l'extérieur, 10 pour une disqualification, 5 pour un nul et 0 en cas de défaite.

### 1990
Starrcade 1990: Collision Course s'est déroulé le 16 décembre 1990 au Kiel Auditorium de St. Louis, Missouri.
- Dark match: Bill Irwin def. T.C. Carter
  - Irwin a effectué le tombé sur Carter.
- Bobby Eaton def. Tom Zenk (8:45)
  - Eaton a effectué le tombé sur Zenk avec un petit paquet.
- Quart de finale : The Steiner Brothers (Rick et Scott) (USA) def. Sgt. Krueger et Col. DeKlerk (Afrique du Sud) (2:12)
  - Scott a effectué le tombé sur DeKlerk après un Frankensteiner.
- Quart de finale : Konnan et Rey Misterio, Sr. (Mexique) def. Chris Adams et Norman Smiley (Royaume-Uni) (5:29)
  - Konnan a effectué le tombé sur Smiley.
- Quart de finale : The Great Muta et Mr. Saito (Japon) def. Jack Victory et Rip Morgan (Nouvelle-Zélande) (5:41)
  - Muta a effectué le tombé sur Victory avec un Bridging Back Suplex.
- Quart de finale : Victor Zangiev et Salman Hashimikov (URSS) def. Danny Johnson et Troy Montour (Canada) (3:54)
  - Hashimikov a effectué le tombé sur Montour après une Belly to belly suplex.
- Michael Wallstreet (w/Alexandra York) def. Terry Taylor (6:52)
  - Wallstreet a effectué le tombé sur Taylor après un Samoan Drop.
- The Skyscrapers (Sid Vicious et Danny Spivey) def. Big Cat et The Motor City Madman (1:01)
  - Vicious a effectué le tombé sur Madman après un Double Powerbomb.
- Tommy Rich et Ricky Morton (w/Robert Gibson) def. The Freebirds (Jimmy Garvin et Michael Hayes) (w/Little Richard Marley) (6:13)
  - Morton a effectué le tombé sur Garvin avec un roll-up après que Marley a frappé accidentellement Garvin..
- Demi-finale : The Steiner Brothers (USA) def. Konnan et Rey Misterio, Sr. (Mexique) (2:51)
  - Rick a effectué le tombé sur Misterio après un powerbomb.
- Demi-finale : The Great Muta et Mr. Saito (Japon) def. Victor Zangiev et Salman Hashimikov (URSS) (3:08)
  - Saito a effectué le tombé sur Zangiev après un Back Suplex.
- Lex Luger def. Stan Hansen dans un Texas Bullrope match pour remporter le NWA United States Championship (10:13)
  - Luger a touché les quatre coins du ring pour l'emporter.
- NWA World Tag Team Champions Doom (Ron Simmons et Butch Reed) (w/Teddy Long) ont combattu Arn Anderson et Barry Windham sans vainqueur dans un Street Fight (7:19)
  - Le match devenait nul quand Windham effectuait le tombé sur Simmons et Reed sur Anderson, Doom conservait les titres.
- Finale: The Steiner Brothers (USA) def. The Great Muta et Mr. Saito (Japon) (10:52)
  - Rick a effectué le tombé sur Saito avec un Sunset Flip pour remporter le tournoi.
- Sting def. The Black Scorpion (avec Dick the Bruiser en tant qu'arbitre spécial) dans un Steel cage match pour conserver le NWA World Heavyweight Championship (18:31)
  - Sting a effectué le tombé sur Scorpion avec un Flying Crossbody. Après le match, The Black Scorpion était démasqué et c'était Ric Flair.
- Ce PPV hébergeait le Pat O'Connor Memorial International Cup Tag Team Tournament.

## World Championship Wrestling

### 1991
Starrcade 1991: BattleBowl/The Lethal Lottery s'est déroulé le 29 décembre 1991 au Norfolk Scope de Norfolk, Virginie.
- Marcus Bagwell et Jimmy Garvin def. Tracy Smothers et Michael Hayes (12:45)
  - Bagwell a effectué le tombé sur Smothers.
- Steve Austin et Rick Rude def. Big Josh et Van Hammer (12:56)
  - Rude a effectué le tombé sur Hammer.
- Richard Morton et Dustin Rhodes def. Larry Zbyszko et El Gigante (5:54)
  - Rhodes a effectué le tombé sur Zbyszko.
- Bill Kazmaier et Jushin Liger def. Diamond Dallas Page et Mike Graham (13:08)
  - Liger a effectué le tombé sur Page.
- Ricky Steamboat et Todd Champion def. Cactus Jack et Buddy Lee Parker (7:48)
  - Steamboat a effectué le tombé sur Parker.
- Lex Luger et Arn Anderson def. Tom Zenk et Terrance Taylor (10:25)
  - Luger a effectué le tombé sur Taylor.
- Sting et Abdullah the Butcher def. Bobby Eaton et Brian Pillman (5:55)
  - Sting a effectué le tombé sur Eaton.
- Big Van Vader et Mr. Hughes def. The Nightstalker et Rick Steiner (5:05)
  - Vader a effectué le tombé sur Nightstalker.
- Scott Steiner et Firebreaker Chip def. Arachnaman et Johnny B. Badd (11:16)
  - Steiner a effectué le tombé sur Arachnaman.
- Thomas Rich et Ron Simmons def. Steve Armstrong et PN News (12:01)
  - Simmons a effectué le tombé sur Armstrong.
- Sting remportait une bataille royale comprenant tous les vainqueurs des matchs de la soirée (25:10)
  - Sting éliminait en dernier Luger pour l'emporter.

### 1992
Starrcade 1992: BattleBowl/The Lethal Lottery s'est déroulé le 28 décembre 1992 à The Omni à Atlanta.
- Dark match: Brad Armstrong def. Shanghai Pierce (7:30)
  - Armstrong a effectué le tombé sur Pierce après un Russian Legsweep.
- Van Hammer et Danny Spivey def. Johnny B. Badd et Cactus Jack (6:51)
  - Hammer a effectué le tombé sur Jack.
- Big Van Vader et Dustin Rhodes def. Kensuke Sasaki et The Barbarian (6:56)
  - Rhodes a effectué le tombé sur Barbarian.
- The Great Muta et Barry Windham def. Brian Pillman et 2 Cold Scorpio (6:59)
  - Muta a effectué le tombé sur Scorpio.
- Steve Williams et Sting def. Jushin Liger et Erik Watts (9:08)
  - Williams a effectué le tombé sur Watts.
- Shane Douglas et Ricky Steamboat def. Barry Windham et Brian Pillman pour conserver le WCW World Tag Team Championship et NWA World Tag Team Championship (20:02)
  - Douglas a effectué le tombé sur Windham.
- Sting def. Big Van Vader (16:50)
  - Sting a effectué le tombé sur Vader pour remporter le tournoi "King of Cable".
- Ron Simmons def. Steve Williams par disqualification pour conserver le WCW World Heavyweight Championship (15:12)
- Masa Chono def. The Great Muta pour conserver le NWA World Heavyweight Championship (12:49)
  - Chono a fait abandonné Muta.
- The Great Muta a remporté la BattleBowl battle royal pour remporter le BattleBowl ring (14:01)
  - Muta a éliminé en dernier Windham pour l'emporter. La bataille royale comprenait les vainqueurs des matchs par équipe.

### 1993
Starrcade 1993 s'est déroulé le 27 décembre 1993 au Independence Arena de Charlotte, Caroline du Nord.
- Dark match: Terry Taylor def. The Equalizer
  - Taylor a effectué le tombé sur Equalizer.
- Pretty Wonderful (Paul Orndorff et Paul Roma) (w/The Assassin) def. Marcus Bagwell et Too Cold Scorpio (11:45)
  - Orndorff a effectué le tombé sur Scorpio après que The Assassin a placé une arme sous son masque et a donné un coup de boule à Scorpio.
- The Shockmaster def. King Kong (1:34)
  - Shockmaster a effectué le tombé sur Kong.
- WCW World Television Champion Lord Steven Regal (w/Sir William) a combattu Ricky Steamboat pour un match nul à la suite d'une limite de temps (15:00)
  - Regal conservait le titre.
- Cactus Jack et Maxx Payne def. Tex Slazenger et Shanghai Pierce (7:48)
  - Jack a effectué le tombé sur Slazenger.
- Rick Rude def. The Boss pour conserver le WCW International World Heavyweight Championship (9:08)
  - Rude a effectué le tombé sur le Boss.
- Steve Austin def. Dustin Rhodes dans un Match au meilleur des trois manches pour remporter le WCW United States Championship (15:00)
  - Rhodes était disqualifié (13:32)
  - Austin a effectué le tombé sur Rhodes (15:00)
- Sting et Road Warrior Hawk def. WCW World Tag Team Champions The Nasty Boys (Brian Knobbs et Jerry Sags) (w/Missy Hyatt) par disqualification (29:11)
  - The Nasty Boys étaient disqualifiés après une intervention de Hyatt, les Nasty Boys conservaient les titres.
- Ric Flair def. Vader pour remporter le WCW World Heavyweight Championship (21:11)
  - Flair a effectué le tombé sur Vader avec un roll-up.

### 1994
Starrcade 1994: Triple Threat s'est déroulé le 27 décembre 1994 au Nashville Municipal Auditorium de Nashville, Tennessee.
- Vader def. Jim Duggan pour remporter le WCW United States Championship (12:06)
  - Vader a effectué le tombé sur Duggan.
- Alex Wright def. Jean-Paul Levesque (14:03)
  - Wright a effectué le tombé sur Levesque.
- Johnny B. Badd def. Arn Anderson pour conserver le WCW World Television Championship (12:11)
  - Badd a effectué le tombé sur Anderson.
- The Nasty Boys (Brian Knobbs et Jerry Sags) def. WCW World Tag Team Champions Harlem Heat (Booker T et Stevie Ray) par disqualification (17:49)
- Mr. T def. Kevin Sullivan (3:50)
  - T a effectué le tombé sur Sullivan.
- Sting def. Avalanche par disqualification (15:26)
- Hulk Hogan def. The Butcher pour conserver le WCW World Heavyweight Championship (12:07)
  - Hogan a effectué le tombé sur Butcher.

### 1995
Starrcade 1995: World Cup of Wrestling s'est déroulé le 27 décembre 1995 au Nashville Municipal Auditorium de Nashville, Tennessee.
- Dark match: Diamond Dallas Page def. Dave Sullivan
- Dark match: The American Males (Marcus Bagwell et Scotty Riggs) def. The Blue Bloods (Lord Steven Regal et Earl Robert Eaton)
  - Riggs a effectué le tombé sur Eaton.
- Jushin Liger (NJPW) def. Chris Benoit (WCW) (10:29)
  - Liger a effectué le tombé sur Benoit avec une hurricanrana.
- Koji Kanemoto (NJPW) def. Alex Wright (WCW) (11:44)
  - Kanemoto a effectué le tombé sur Wright avec un roll-up.
- Lex Luger (WCW) def. Masa Chono (NJPW) (6:41)
  - Luger a fait abandonné Chono sur le Torture Rack.
- Johnny B. Badd (WCW) def. Masa Saito (NJPW) par disqualification (5:52)
  - Saito était disqualifié après avoir projeté Badd par-dessus la troisième corde.
- Shinjiro Ohtani (NJPW) def. Eddie Guerrero (WCW) (13:43)
  - Ohtani a effectué le tombé sur Guerrero.
- Randy Savage (WCW) def. Hiroyoshi Tenzan (NJPW) (6:55)
  - Savage a effectué le tombé sur Tenzan après un Flying Elbow.
- Sting (WCW) def. Kensuke Sasaki (NJPW) (6:52)
  - Sting a effectué le tombé sur Sasaki pour remporter le "World Cup of Wrestling" pour la WCW 4-3.
- Ric Flair def. Lex Luger et Sting par décompte à l'extérieur dans un Triangle match (28:03)
  - Flair devenait challenger numéro un au WCW World Heavyweight Championship.
- Ric Flair def. Randy Savage pour remporter le WCW World Heavyweight Championship (8:41)
  - Flair a effectué le tombé sur Savage après que Arn Anderson l'a frappé avec un poing américain.
- Kensuke Sasaki def. One Man Gang pour conserver le WCW United States Championship
  - Sasaki a effectué le tombé sur OMG. Cependant, le match a été recommencé après une victoire dans la controverse de OMG sur Sasaki. À la télévision, le PPV s'arrêtait avec le premier tombé, OMG quittait donc Starrcade avec le titre, même s'il a perdu le match.

### 1996
Starrcade 1996 s'est déroulé le 29 décembre 1996 au Nashville Municipal Auditorium de Nashville, Tennessee.
- Dark match: Mascarita Sagrada et Octagoncito def. Jerrito Estrada et Piratita Morgan (7:00)
  - Sagrada a effectué le tombé sur Morgan.
- J-Crown Champion The Ultimate Dragon (w/Sonny Onoo) def. Dean Malenko pour remporter le WCW Cruiserweight Championship (18:30)
  - Dragon a effectué le tombé sur Malenko avec une Tiger Suplex.
- Akira Hokuto (w/Sonny Onoo et Kensuke Sasaki) def. Madusa pour remporter le tout premier WCW Women's Championship (7:06)
  - Hokuto a effectué le tombé sur Madusa après un brainbuster. C'était la finaled 'un tournoi pour couronner la première championne féminine.
- Jushin Liger def. Rey Misterio, Jr. (14:16)
  - Liger a effectué le tombé sur Misterio après une Liger Bomb.
- Jeff Jarrett def. Chris Benoit (w/Woman) (13:48)
  - Jarrett a effectué le tombé sur Benoit après que Kevin Sullivan frappait Benoit avec une chaise.
- The Outsiders (Scott Hall et Kevin Nash) (w/Syxx) def. The Faces of Fear (Meng et The Barbarian) (w/Jimmy Hart) pour conserver le WCW World Tag Team Championship (11:52)
  - Nash a effectué le tombé sur Barbarian après une Jacknife Powerbomb.
- Eddie Guerrero def. Diamond Dallas Page pour remporter le vacant WCW United States Championship (15:20)
  - Guerrero a effectué le tombé sur Page après un Frog Splash. C'était la finale d'un tournoi pour le vacant titre US.
- Lex Luger def. The Giant (13:23)
  - Luger a effectué le tombé sur Giant après l'avoir frappé avec une batte de baseball.
- Roddy Piper def. Hollywood Hogan (15:36)
  - Pipera battu Hogan avec une Sleeperhold.

### 1997
Starrcade 1997 s'est déroulé le 28 décembre 1997 au MCI Center de Washington, D.C..
- Eddie Guerrero def. Dean Malenko pour conserver le WCW Cruiserweight Championship (14:57)
  - Guerrero a effectué le tombé sur Malenko après un Frog Splash.
- Randy Savage, Scott Norton et Vincent def. Ray Traylor et The Steiner Brothers (Rick et Scott) (11:06)
  - Savage était le remplaçant de Konnan, qui était blessé.
  - Savage a effectué le tombé sur Scott après un Flying Elbow Drop.
- Goldberg def. Steve McMichael (5:59)
  - Goldberg a effectué le tombé sur McMichael après un Jackhammer.
- Saturn (w/Raven, Kidman, Lodi, Sick Boy, Riggs, et Hammer) def. Chris Benoit dans un Raven's Rules match (10:50)
  - Saturn a fait abandonné Benoit sur le Rings of Saturn.
- Buff Bagwell (w/Vincent) def. Lex Luger (16:36)
  - Bagwell a effectué le tombé sur Luger.
- Diamond Dallas Page def. Curt Hennig pour remporter le WCW United States Championship (10:52)
  - Page a effectué le tombé sur Hennig après un Diamond Cutter.
- Larry Zbyszko def. Eric Bischoff (w/Scott Hall) (avec Bret Hart en tant qu'arbitre spécial) (11:12)
  - Bischoff était disqualifié après l'intervention de Hall.
  - Ce match était pour le contrôle de WCW Monday Nitro, avec Zbyszko représentant la WCW et Bischoff représentant la nWo.
- Sting def. Hollywood Hogan pour remporter le WCW World Heavyweight Championship (12:54)
  - Sting a fait abandonné Hogan sur le Scorpion Deathlock.
  - Hogan avait à l'origine effectué le compte de trois sur Sting après un leg drop, mais Bret Hart arrivait et affirmait que l'arbitre Nick Patrick a fait un compte trop rapide. Hart relançait le match avec lui-même en arbitre.

### 1998
Starrcade 1998 s'est déroulé le 27 décembre 1998 au MCI Center de Washington, D.C..
- Billy Kidman def. Rey Misterio, Jr. et Juventud Guerrera dans un Triangle match pour conserver le WCW Cruiserweight Championship (14:55)
  - Kidman a effectué le tombé sur Guerrera après un Shooting star press.
- Billy Kidman def. Eddy Guerrero pour conserver le WCW Cruiserwieght Championship (10:49)
  - Kidman a effectué le tombé sur Guerrero après un Shooting star press.
- Norman Smiley def. Prince Iaukea (11:31)
  - Smiley a fait abandonné Iaukea avec le Norman Conquest.
- Perry Saturn def. Ernest Miller (en) (w/Sonny Onoo) (7:07)
  - Saturn a effectué le tombé sur Miller après un Death Valley Driver.
- Brian Adams et Scott Norton (w/Vincent) def. Fit Finlay et Jerry Flynn (8:56)
  - Norton a effectué le tombé sur Flynn après un powerbomb.
- Konnan def. Chris Jericho pour conserver le WCW World Television Championship (7:27)
  - Konnan a fiat abandonné Jericho sur le Tequila Sunrise.
- Eric Bischoff def. Ric Flair (7:08)
  - Bischoff a effectué le tombé sur Flair après que Curt Hennig se pointait sur le ring et frappait Flair.
- Diamond Dallas Page def. The Giant (12:45)
  - Page a effectué le tombé sur Giant après un Diamond Cutter.
- Kevin Nash def. Goldberg dans un No Disqualification match pour remporter le WCW World Heavyweight Championship (11:20)
  - Nash a effectué le tombé sur Goldberg après une Jacknife Powerbomb après que Scott Hall a utilisé un pistolet électrique contre Goldberg.

### 1999
Starrcade 1999 s'est déroulé le 19 décembre 1999 au MCI Center de Washington, D.C..
- Big Vito et Johnny the Bull (w/Tony Marinara) def. Disco Inferno et Lash LeRoux (9:39)
  - Vito a effectué le tombé sur LeRoux après un Spinning DDT.
- Madusa def. Evan Karagias (w/Spice) pour remporter le WCW Cruiserweight Championship (3:32)
  - Madusa a effectué le tombé sur Karagias après que Spice a donné un coup dans les parties intimes de Karagias.
- Norman Smiley def. Meng pour conserver le WCW Hardcore Championship (4:29)
  - Smiley a effectué le tombé sur Meng après que Fit Finlay l'a frappé avec une barre en métal.
- The Revolution (Shane Douglas, Dean Malenko, Perry Saturn et Asya) def. Jim Duggan et The Varsity Club (Kevin Sullivan, Mike Rotunda et Rick Steiner) (w/Leia Meow) (4:53)
  - Douglas a effectué le tombé sur Duggan après que le Varsity Club se retournait contre Duggan et l'attaquait.
  - À la suite de cette défaite, Duggan devait annoncer qu'il renonçait à sa citoyenneté américaine la nuit suivante à Nitro.
- Vampiro (w/Misfits) def. Steve Williams par disqualification (5:02)
  - Williams était disqualifié après avoir attaqué l'arbitre
- Vampiro (w/Misfits) def. Oklahoma (2:52)
  - Vampiro a effectué le tombé sur Oklahoma après un Nail in the Coffin.
- Creative Control (Gerald et Patrick) et Curt Hennig def. Harlem Heat (Booker T et Stevie Ray) et Midnight (7:53)
  - Hennig a effectué le tombé sur Booker.
- Jeff Jarrett def. Dustin Rhodes dans un Bunkhouse Brawl (11:21)
  - Jarrett a effectué le tombé sur Rhodes après l'avoir frappé avec une guitare.
- Diamond Dallas Page def. David Flair dans un Crowbar match (3:26)
  - Page a effectué le tombé sur Flair après un Diamond Cutter.
- Sting (w/Miss Elizabeth) def. Lex Luger par disqualification (5:25)
  - Luger était disqualifié après que Elizabeth se retournait contre Sting et el frappait avec une batte de baseball.
- Kevin Nash def. Sid Vicious dans un Powerbomb match (6:58)
  - Jarrett a frappé Vicious quand l'arbitre était KO, quand l'arbitre revenait, Nash disait qu'il a powerbombé Vicious.
- Chris Benoit def. Jeff Jarrett dans un Ladder match pour conserver le WCW United States Championship (10:15)
  - Benoit a décroché la ceinture pour l'emporter.
- Bret Hart def. Goldberg dans un No Disqualification match pour conserver le WCW World Heavyweight Championship (12:10)
  - Hart l'emportait par soumission quand Roddy Piper se rammenait et demandait de faire sonner la cloche alors que Hart portait le Sharpshooter, dans quelque chose de similaire au Montréal Screwjob.
  - Ce match était notable pour les multiples commotions que Hart a reçu, qui ammenaient à la retraite de Hart un an plus tard.

### 2000
Starrcade 2000 s'est déroulé le 17 décembre 2000 au MCI Center à Washington, D.C.. C'était le dernier Starrcade comme la WCW était rachetée par la WWF en mars 2001.
- 3 Count (Shane Helms et Shannon Moore) def. The Jung Dragons (Yun Yang et Kaz Hayashi) (w/Leia Meow), et Jamie Knoble et Evan Karagias dans un Triple Threat Ladder match (13:51)
  - 3 Count décrochaient simultanément l'enveloppe pour remporter le match et devenair les challengers numéro un au WCW Cruiserweight Championship.
- Lance Storm (w/Major Gunns) def. Ernest Miller (en) (7:24)
  - Storm a fait abandonné Miller sur le Canadian Maple Leaf.
- Terry Funk def. Crowbar (w/Daffney) pour remporter le WCW Hardcore Championship (10:21)
  - Funk a effectué le tombé sur Crowbar après un piledriver.
- KroniK (Brian Adams et Bryan Clark) ont combattu Big Vito et Reno (w/Maria) pour un match nul (8:18)
  - Le match s'arrêtait après que Reno se retournait contre Vito et lui portait le Roll of the Dice.
- Mike Awesome def. Bam Bam Bigelow dans un Ambulance match (8:36)
  - Awesome après avoir placé Bigelow dans l'ambulance.
- General Rection def. Shane Douglas par disqualification pour conserver le WCW United States Championship (9:48)
  - Douglas était disqualifié après que Lt. Loco venait aux alentours du ring et donnait une chaîne à Douglas, qu'a vu l'arbitre.
- Jeff Jarrett et The Harris Brothers (Ron et Don) def. The Filthy Animals (Konnan, Rey Mysterio, Jr. et Billy Kidman) (w/Tygress) dans un Bunkhouse Street Fight (12:32)
  - Jarrett a effectué le tombé sur Kidman après un Stroke.
- Clasher def. "The Master" Domino Jonathan dans un Last Man Standing (11:32) 
  - Clasher a effectué un 450 splash du haut d'un échelle au travers une table. Les 2 hommes étaient au sol et seul Clasher réussi à se relever avant le compte de 10 de l'arbitre.
- The Insiders (Diamond Dallas Page et Kevin Nash) def. The Perfect Event (Chuck Palumbo et Shawn Stasiak) pour remporter le WCW World Tag Team Championship (12:05)
  - Nash a effectué le tombé sur Palumbo après une Jacknife Powerbomb.
- Goldberg def. Lex Luger (7:19)
  - Goldberg a effectué le tombé sur Luger après un Jackhammer, la carrière de Goldberg était en jeu dans ce match.
- Scott Steiner (w/Midajah) def. Sid Vicious pour conserver le WCW World Heavyweight Championship (10:14)
  - Steiner a battu Vicious par KO quand Vicious trépassait sur un Steiner Recliner.

## World Wrestling Entertainment
Après une interruption de 17 ans, WWE Starrcade a été avec le show de SmackDown comme un live-event le 25 novembre 2017. Le 16 novembre 2018, la WWE révèle qu'une seconde édition de Starrcade sera diffusée le 25 novembre 2018.

### 2017
| Ordre par numéros | Match* | Stipulation(s)                                                   |
| --- | --- | ---------------------------------------------------------------- |
| 1 | Bobby Roode bat Dolph Ziggler | Match simple avec Arn Anderson comme arbitre spécial             |
| 2 | The Bludgeon Brothers (Harper & Rowan), Mike Kanelis, The Colóns (Primo et Epico) et Rusev battent Breezango (Tyler Breeze et Fandango), Tye Dillinger, Sin Cara et The Ascension (Konnor et Viktor) | Twelve-man tag team match                                        |
| 3 | Naomi bat Tamina (avec Lana) | Match simple                                                     |
| 4 | Goldust bat Dash Wilder | Match simple                                                     |
| 5 | Shinsuke Nakamura bat Baron Corbin (c) par disqualification | Match simple pour le WWE United States Championship              |
| 6 | The Usos (Jey et Jimmy Uso) (c) battent The New Day (Kofi Kingston et Xavier Woods), Shelton Benjamin et Chad Gable, et Kevin Owens et Sami Zayn                                                     | Fatal four-way match pour le WWE SmackDown Tag Team Championship |
| 7 | Charlotte Flair (c) bat Natalya par soumission | Steel Cage match pour le WWE SmackDown Women's Championship      |
| 8 | AJ Styles (c) bat Jinder Mahal (avec les Singh Brothers) | Steel Cage match pour le WWE Championship                        |
| La lettre C placée entre parenthèses désigne la personne ou l’équipe championne en titre. * La carte peut être changée | |                                                                  |

### 2018
| Ordre par numéros | Match* | Stipulation(s)                                             |
| --- | --- | ---------------------------------------------------------- |
| 1 | Bayley, Dana Brooke, Ember Moon et Sasha Banks battent Alicia Fox, Mickie James, Nia Jax et Tamina Snuka par soumission | Eight-woman tag team match                                 |
| 2 | Drew Mclntyre bat Finn Bálor                                                                                            | Match simple                                               |
| 3 | The B-Team (Curtis Axel et Bo Dallas) battent The Revival (Scott Dawson et Dash Wilder)                                 | Tag team match                                             |
| 4 | The Bar (Cesaro et Sheamus) battent The New Day (Big E, Kofi Kingston et/ou Xavier Woods)                               | Tag team match pour le WWE SmackDown Tag Team Championship |
| 5 | Bray Wyatt bat Baron Corbin                                                                                             | No Disqualification match                                  |
| 6 | Charlotte Flair bat Asuka                                                                                               | Match simple                                               |
| 7 | Rey Mysterio bat Shinsuke Nakamura (c) par disqualification                                                             | Match simple pour le WWE United States Championship        |
| 8 | Rey Mysterio et Rusev (avec Lana) battent Shinsuke Nakamura et The Miz                                                  | Tag team match                                             |
| 9 | AJ Styles bat Samoa Joe par soumission                                                                                  | Steel Cage match                                           |
| 10 | Seth Rollins (c) bat Dean Ambrose                                                                                       | Steel Cage match pour le WWE Intercontinental Championship |
| La lettre C placée entre parenthèses désigne la personne ou l’équipe championne en titre. * La carte peut être changée | |                                                            |

### 2019
| Ordre par numéros | Match* | Stipulation(s)                                                        |
| --- | --- | --------------------------------------------------------------------- |
| 1 | Seth Rollins bat Erick Rowan | Match simple                                                          |
| 2 | Shinsuke Nakamura (c) (avec Sami Zayn) bat The Miz                                                                                                  | Handicap match pour le WWE Intercontinental Championship              |
| 3 | The Street Profits (Angelo Dawkins et Montez Ford) (avec Ric Flair) battent The O.C. (Luke Gallows et Karl Anderson)                                | Tag team match                                                        |
| 4 | The Kabuki Warriors (Asuka et Kairi Sane) (c) battent Becky Lynch et Charlotte Flair contre Alexa Bliss et Nikki Cross contre Bayley et Sasha Banks | Fatal 4-Way Tag Team Match pour les WWE Women's Tag Team Championship |
| 5 | Bobby Lashley (avec Lana) bat Rusev par forfait | Last Man Standing Match                                               |
| 6 | Bobby Lashley (avec Lana) bat Kevin Owens par disqualification                                                                                      | Match simple                                                          |
| 7 | Aleister Black bat Andrade (avec Zelina Vega) | Match simple                                                          |
| 8 | Ricochet bat Andrade (avec Zelina vega) | Match simple                                                          |
| 9 | Randy Orton bat AJ Styles | Match simple                                                          |
| 10 | Roman Reigns bat King Corbin | Match simple                                                          |
| 11 | "The Fiend" Bray Wyatt (c) bat Braun Strowman | Steel Cage match pour le WWE Universal Championship                   |
| La lettre C placée entre parenthèses désigne la personne ou l’équipe championne en titre. * La carte peut être changée | |                                                                       |